# Stahlstiftung
Die Stahlstiftung ist eine Initiative von rund 80 österreichischen Unternehmen, die sich zum Ziel gesetzt hat, Mitarbeitern aus den teilnehmenden Unternehmen, die aus wirtschaftlichen oder strukturell bedingten Veränderungen in den Unternehmen ihren Arbeitsplatz verloren haben ein soziales Netz anbieten zu können. Ihre rechtliche Basis hat die Stahlstiftung in der Novelle des Arbeitslosenversicherungsgesetzes 1988.

## Geschichte
Die Stiftung wurde 1987 gemeinsam von Betriebsräten und Managern erdacht und gegründet. Dies geschah aus der Notwendigkeit heraus Zukunftsperspektiven für die Arbeitnehmer, die nach dem wirtschaftlichen Schwierigkeiten der voestalpine im Jahr 1985 ihren Arbeitsplatz verloren hatten, zu schaffen. Unterstützung von Seiten der Politik wie im Jahr 1985 (gesetzliche Regelung von vorzeitigen Pensionierungen) war damals nicht mehr zu erwarten. Bei der Konzeption der Stahlstiftung orientierte man sich stark an dem damals bereits bestehenden Modell der Dillinger Hütte im deutschen Bundesland Saarland.

## Ziele
Oberstes Ziel ist die aktive Mithilfe bei der Wiedereingliederung ins Erwerbsleben. Die nun arbeitslosen Mitarbeiter werden bei der Arbeitssuche unterstützt, sie können sich praktisch und theoretisch weiterbilden und in Form von Coachings werden gemeinsam neue Perspektiven entwickelt. Dabei bekommen die „Klienten“ nicht nur praktische Hilfestellung, sondern werden auch finanziell durch das Stiftungsvermögen unterstützt.

## Finanzierung
Die Stiftung finanziert sich aus einem Solidaritätsbeitrag der Mitarbeiter in Höhe von 0,25 % des Bruttoeinkommens, den Zinserträgen des von den Stiftungsmitgliedern eingebrachten Kapitals in Höhe der Hälfte ihrer Abfertigung und dem Schulungsarbeitslosengeld des Arbeitsmarktservice, welches die betreuten Arbeitslosen erhalten. Die an der Stiftung beteiligten Unternehmen stellen die Infrastruktur bereit und unterstützen somit die Idee.